# Aleksandr Golts
Pour les articles homonymes, voir Golts.
Aleksandr Lvovitch Golts - en russe Александр Львович Гольц (Aleksandr L’vovič Gol’c) - (né le 12 mars 1972 à Tcheliabinsk en URSS) est un joueur professionnel russe de hockey sur glace. Il évolue au poste d'attaquant. Son père est d'origine allemande.

## Carrière
En 1992, il commence sa carrière avec le Metallourg Magnitogorsk dans la Superliga qu'il remporte en 1999, 2001. Il ajoute à son palmarès la Ligue européenne de hockey
1999. Il met un terme à sa carrière en 2009 après avoir évolué dans plusieurs équipes russes et allemandes. Il décroche la Vyschaïa liga 2007 avec le Torpedo Nijni Novgorod.

## Carrière internationale
Il a représenté la Russie au niveau international.

## Trophées et honneurs personnels
- Superliga
  - 2001 : nommé dans l'équipe type.
  - 2001 : meilleur buteur de la saison régulière.

## Statistiques

### En club
| Saison    | Équipe                   | Ligue         |    | Saison régulière | Saison régulière | Saison régulière | Saison régulière | Saison régulière |    | Séries éliminatoires | Séries éliminatoires | Séries éliminatoires | Séries éliminatoires | Séries éliminatoires |
| Saison    | Équipe                   | Ligue         | PJ | B                | A                | Pts              | Pun              | PJ               | B  | A                    | Pts                  | Pun                  |                      |                      |
| 1992-1993 | Metallourg Magnitogorsk  | Superliga     | 15 | 2                | 0                | 2                | 4                |                  |    |                      |                      |                      |                      |                      |
| 1993-1994 | Metallourg Magnitogorsk  | Superliga     | 17 | 7                | 2                | 9                | 8                |                  |    |                      |                      |                      |                      |                      |
| 1994-1995 | Metallourg Magnitogorsk  | Superliga     | 48 | 12               | 11               | 23               | 12               | --               | -- | --                   | --                   | --                   |                      |                      |
| 1995-1996 | Metallourg Magnitogorsk  | Superliga     | 36 | 6                | 8                | 14               | 8                |                  |    |                      |                      |                      |                      |                      |
| 1996-1997 | EV Füssen                | 2.liga Süd    | 47 | 57               | 55               | 112              | 6                |                  |    |                      |                      |                      |                      |                      |
| 1997-1998 | Metallourg Magnitogorsk  | Superliga     | 45 | 17               | 10               | 27               | 8                |                  |    |                      |                      |                      |                      |                      |
| 1998-1999 | Metallourg Magnitogorsk  | Superliga     | 35 | 12               | 10               | 22               | 2                | 6                | 0  | 0                    | 0                    | 0                    |                      |                      |
| 1999-2000 | EV Füssen                | Regionalliga  | 53 | 82               | 46               | 128              | 40               |                  |    |                      |                      |                      |                      |                      |
| 2000-2001 | Metallourg Magnitogorsk  | Superliga     | 42 | 28               | 11               | 39               | 2                |                  |    |                      |                      |                      |                      |                      |
| 2001-2002 | Metallourg Magnitogorsk  | Superliga     | 42 | 11               | 6                | 17               | 18               |                  |    |                      |                      |                      |                      |                      |
| 2002-2003 | Dinamo Moscou            | Superliga     | 13 | 6                | 2                | 8                | 4                | --               | -- | --                   | --                   | --                   |                      |                      |
| 2002-2003 | Severstal Tcherepovets   | Superliga     | 12 | 1                | 0                | 1                | 0                | --               | -- | --                   | --                   | --                   |                      |                      |
| 2003-2004 | Severstal Tcherepovets   | Superliga     | 26 | 3                | 3                | 6                | 2                | --               | -- | --                   | --                   | --                   |                      |                      |
| 2004-2005 | SKA Saint-Pétersbourg    | Superliga     | 56 | 9                | 15               | 24               | 8                | --               | -- | --                   | --                   | --                   |                      |                      |
| 2005-2006 | SKA Saint-Pétersbourg    | Superliga     | 7  | 0                | 3                | 3                | 2                | --               | -- | --                   | --                   | --                   |                      |                      |
| 2005-2006 | CSKA Moscou              | Superliga     | 5  | 1                | 1                | 2                | 0                | --               | -- | --                   | --                   | --                   |                      |                      |
| 2005-2006 | Metallourg Novokouznetsk | Superliga     | 17 | 5                | 3                | 8                | 6                | 3                | 0  | 0                    | 0                    | 0                    |                      |                      |
| 2006-2007 | Torpedo Nijni Novgorod   | Vyschaïa Liga | 33 | 24               | 21               | 45               | 6                | 14               | 7  | 7                    | 14                   | 0                    |                      |                      |
| 2007-2008 | Torpedo Nijni-Novgorod   | Superliga     | 46 | 14               | 4                | 18               | 8                | --               | -- | --                   | --                   | --                   |                      |                      |
| 2008-2009 | Vitiaz Tchekhov          | KHL           | 35 | 7                | 6                | 13               | 12               | --               | -- | --                   | --                   | --                   |                      |                      |
| 2009-2010 | Gazovik Tioumen          | Vyschaïa Liga |    |                  |                  |                  |                  |                  |    |                      |                      |                      |                      |                      |
| 2010-2011 | EV Füssen                | Oberliga      | 44 | 42               | 40               | 82               | 8                | 3                | 2  | 0                    | 2                    | 25                   |                      |                      |
| 2011-2012 | EV Füssen                | Oberliga      | 31 | 26               | 27               | 53               | 10               | 7                | 7  | 8                    | 15                   | 2                    |                      |                      |
| 2012-2013 | EV Füssen                | Oberliga      | 37 | 32               | 27               | 59               | 14               | 4                | 3  | 1                    | 4                    | 0                    |                      |                      |
| 2013-2014 | EV Füssen                | Oberliga      | 44 | 26               | 41               | 67               | 22               | 6                | 4  | 1                    | 5                    | 0                    |                      |                      |

### En équipe nationale
| Saison | Équipe | Événement |    | Saison régulière | Saison régulière | Saison régulière | Saison régulière | Saison régulière | Saison régulière |
| Saison | Équipe | Événement | PJ | B                | A                | Pts              | Pun              | Résultat         |                  |
| ------ | ------ | --------- | -- | ---------------- | ---------------- | ---------------- | ---------------- | ---------------- | ---------------- |
| 2001   | Russie | CM        | 7  | 2                | 2                | 4                | 2                | Sixième place    |                  |